# Carapoia crasto
Carapoia crasto là một loài nhện trong họ Pholcidae. Loài này được phát hiện ở Brasil.